# Mittelpunkt der Welt
Mittelpunkt der Welt ist das elfte Studioalbum der deutschen Rockband Element of Crime, das im September 2005 erschien.

## Entstehung und Veröffentlichung
Im Jahr 2004 pausierte die Band bis auf einige Festivalauftritte. Während Sven Regener seinen Roman Neue Vahr Süd veröffentlichte, war Richard Pappik mit seinem Projekt Bongogott beschäftigt. Gegen Ende des Jahres, kurz vor Weihnachten, begannen die Aufnahmen für das elfte Studioalbum. Die Erstveröffentlichung von Mittelpunkt der Welt erfolgte schließlich am 30. September 2005 bei Polydor. Das Album erschien in seiner Originalausführung als CD (Katalognummer: 6024 9873848 1) und LP (Katalognummer: 06024 9874386) mit zehn Titeln.
Beim Schreibprozess waren alle Element-of-Crime-Mitglieder (Jakob Friderichs (Jakob Ilja), Richard Pappik, Sven Regener und David Young) beteiligt, dabei waren alle Mitglieder für das Komponieren zuständig, während Frontmann Regener alleine die Texte verfasste. Bassist Young zeichnete zudem alleine für die Produktion aller Lieder verantwortlich.

## Stil
Element of Crime haben auf diesem Album eine sparsamere Instrumentierung gewählt, als auf dem Vorgängeralbum Romantik (2001). Während die Trompete etwas sparsamer, aber mehr im Vordergrund eingesetzt wurde und auch das Schlagzeug etwas weiter nach vorne gemischt wurde, wurde auf eine zweite Gitarre verzichtet. Dies führt dazu, dass die Musik etwas rauer als auf den Vorgängeralben klingt. Dennoch setzt das Album vor allem auf Altbewährtes. Die Musik ist ruhig und gefühlvoll, während die Texte weiterhin sehr melancholisch sind, aber auch sehr ironisch wirken und mit Wortwitz versehen sind.

## Titelliste
1. Delmenhorst – 3:56
2. Wenn der Winter kommt – 4:34
3. Straßenbahn des Todes – 4:11
4. Im Himmel ist kein Platz mehr für uns zwei – 3:51
5. Nur mit Dir – 4:01
6. Finger weg von meiner Paranoia – 5:13
7. Still wird das Echo sein – 3:15
8. Weit ist der Weg – 3:49
9. Die letzte U-Bahn geht später – 3:11
10. Mittelpunkt der Welt – 6:41

## Singleauskopplungen
Delmenhorst, erschienen am 12. September 2005 und noch vor Veröffentlichung des Albums, erreichte Platz 52 der deutschen Singlecharts. Straßenbahn des Todes erschien am 17. Februar 2006 und erreichte Platz 67.
Singles in den Charts

| Jahr | Titel                 | Höchstplatzierung, Gesamtwochen, AuszeichnungChartsChartplatzierungen (Jahr, Titel, , Platzierungen, Wochen, Auszeichnungen, Anmerkungen) | Anmerkungen                              |
| Jahr | Titel                 | DE | Anmerkungen                              |
| ---- | --------------------- | --- | ---------------------------------------- |
| 2005 | Delmenhorst           | DE52 (6 Wo.)DE | Erstveröffentlichung: 12. September 2005 |
| 2006 | Straßenbahn des Todes | DE67 (3 Wo.)DE | Erstveröffentlichung: 17. Februar 2006   |

## Kommerzieller Erfolg

### Chartplatzierungen
Mittelpunkt der Welt stieg am 17. Oktober 2005 auf Rang sieben der deutschen Albumcharts ein und avancierte zum ersten Top-10-Album der Band. Das Album verweilte zwei Wochen in den Top 10 sowie mit Unterbrechungen 18 Wochen in den Top 100. Darüber hinaus erreichte das Album Rang 14 in Österreich und Rang 75 in der Schweiz.
| ChartsChartplatzierungen | Höchstplatzierung | Wochen |
| ------------------------ | ----------------- | ------ |
| Deutschland (GfK)        | 7 (18 Wo.)        | 18     |
| Österreich (Ö3)          | 14 (5 Wo.)        | 5      |
| Schweiz (IFPI)           | 75 (4 Wo.)        | 4      |

### Auszeichnungen für Musikverkäufe
Ende 2007 wurde Element of Crime für Mittelpunkt der Welt mit einer Goldenen Schallplatte ausgezeichnet.
| Land/Region        | Auszeichnungen für Musikverkäufe (Land/Region, Auszeichnung, Verkäufe) | Verkäufe |
| ------------------ | ---------------------------------------------------------------------- | -------- |
| Deutschland (BVMI) | Gold                                                                   | 100.000  |
| Insgesamt          | 1× Gold ·                                                              | 100.000  |